# Первомайское (Батыревский район)
Первома́йское (чув. Первомайски) — село в Батыревском районe Чувашской Республики России. Административный центр Первомайского сельского поселения.

## История
Основано в 1523 году. На 1868 год в нём было 111 дворов, проживало 333 лица мужского пола, 346 лиц женского пола, в 1911 году число дворов стало 248, проживало 728 мужчин и 709 женщин. Число семей с грамотными людьми составило 62. На 1 января 2006 года число хозяйств составило 397, население 1205 чел.
Предания повествуют, что деревни Большие Арабузи (ныне село Первомайское) и Малые Арабузи были основаны одновременно переселенцами из деревни Арабоси (ныне Урмарского района). К тому времени Туруново уже существовало. Туруновские женщины во время стирки белья увидели, что по Буле сверху плывут щепки. Сообщили мужчинам, и они из любопытства пошли вверх вдоль реки и только на другой день дошли до Малых Арабузей Однако вначале возникли, вероятно, Большие Арабузи. Жители этого села вплоть до 1916 года ездили в гости в деревню Арабоси к своим родственникам, и оттуда приезжали в Большие Арабузи. По месяцу жили в гостях.
В 1935 году был образован Тархановский район с центром в селе Тарханы. В марте 1939 года районный центр был переведен в село Большие Арабузи, которое было переименовано в Первомайское, а район — в Первомайский.
В 1959 году Чкаловский и Первомайский районы были объединены в Батыревский район.

## Население
| 2010 | 2012  |
| ---- | ----- |
| 1037 | ↗1262 |

## Физико-географическая характеристика
Расположена в пределах Чувашского плато, являющегося частью Приволжской возвышенности, на высоте 158 метров над уровнем моря. Граничит с деревней Нижние Бюртли-Шигали Комсомольского района. Территория села занимает 5092 га.

## Природа
Водоемы и пляжи
- благоприятный период для купания: В период с мая по август

## Социальные объекты
В селе имеются школа, детский сад. участковая больница, офис врача общей практики, клуб, библиотека, музей, отделения «Почты России» и «Сбербанка», 2 аптеки, 10 магазинов, 2 предприятия общественного питания (кухня местная, буфет Батыревского райпо, продуктовые магазины). Торговая сеть представлена магазином ТПС Батыревского райпо.

## Достопримечательности
В селе находится памятник воинам, павшим в Великой Отечественной войне., Первомайский народный краеведческий музей им. Н.И. Кузьмина, школа им. Митта Васлея, спортивная школа им. Деверинской А.Т, церковь Рождества Христова

## Праздники
- День Батыревского района;
- День поселения;
- День работника сельского хозяйства и перерабатывающей промышленности, проводы русской зимы;
- районный праздник "Акатуй-Сабатуй" и другие.

## Персоналии
В селе родились:
- Митта, Василий Егорович (1908—1957) — чувашский поэт
- Деверинская, Александра Тимофеевна (род. 1960) — советский легкоатлет
- Давыдов-Анатри, Василий Иванович — чувашский поэт
- Исмуков, Николай Аверкиевич — доктор философских наук, профессор